# Convenzione europea per la salvaguardia dei diritti dell'uomo e delle libertà fondamentali
La Convenzione europea per la salvaguardia dei diritti dell’umanità e delle libertà fondamentali o CEDU (in francese: "Convention européenne des droits de l'Homme") è una convenzione internazionale redatta e adottata nell'ambito del Consiglio d'Europa.
La CEDU è considerata il testo di riferimento in materia di protezione dei diritti fondamentali dell'uomo perché è l'unico dotato di un meccanismo giurisdizionale permanente che consenta a ogni individuo di richiedere la tutela dei diritti ivi garantiti, attraverso il ricorso alla Corte europea dei diritti dell'uomo, con sede a Strasburgo.
Il documento è stato elaborato in due lingue, francese e inglese, i cui due testi fanno egualmente fede.
I 46 Stati membri del Consiglio d'Europa sono parti contraenti della Convenzione. La Federazione Russa, essendo stata espulsa dal Consiglio d'Europa a partire dal 16 marzo 2022, ha cessato di essere parte della Convenzione a partire dal 16 settembre 2022, in conformità con il suo articolo 58.

## Storia
La Convenzione è stata firmata a Roma il 4 novembre 1950 dai 13 paesi al tempo membri del Consiglio d'Europa (Belgio, Danimarca, Francia, Grecia, Irlanda, Islanda, Italia, Lussemburgo, Norvegia, Paesi Bassi, Regno Unito, Svezia, Turchia). È divisa in tre titoli e consta di 59 articoli, ed è entrata in vigore il 3 settembre 1953.
Per l'Italia l'entrata in vigore avvenne solo il 10 ottobre 1955; dopo una lunga elaborazione giurisprudenziale, è però solo dopo le cosiddette sentenze gemelle (n. 348 e 349 del 2007) della Corte costituzionale che la cogenza nella Convenzione in Italia si è assai rafforzata, restando esclusa la possibilità «di attribuire agli enunciati convenzionali significati diversi e incompatibili con quelli assegnatigli dalla Corte di Strasburgo». In punto di adattamento del diritto italiano al diritto internazionale, infatti, la Corte costituzionale ebbe così occasione di approfondire le problematiche che si ponevano con riferimento alle disposizioni della CEDU, facendolo in termini diversi rispetto alla primazia del diritto comunitario dell'Unione Europea; «e statuì, nelle più volte richiamate “Sentenze gemelle”, che queste ultime, proprio perché non comportano alcun limite alla sovranità nazionale ma appartengono ad un semplice trattato, pur avendo un rango superiore alla legge ordinaria in quanto norme “interposte” ex art. 117 c. 1º della Costituzione italiana, sono tuttavia, al pari della legge ordinaria, sottoposte alla verifica di costituzionalità».

## Protocolli aggiuntivi
La CEDU è stata successivamente integrata e modificata da 16 Protocolli aggiuntivi.
I Protocolli II e III (entrati in vigore il 21 settembre 1970), V (entrato in vigore il 20 dicembre 1971), VIII (entrato in vigore il 1º gennaio 1990), IX (entrato in vigore il 1º ottobre 1994) e X (mai entrato in vigore) riguardano aspetti procedurali e sono stati superati dal XI Protocollo, firmato a Strasburgo l'11 maggio 1994 ed entrato in vigore il 1º novembre 1998.
I Protocolli I ("Protocollo addizionale", entrato in vigore il 18 maggio 1954), IV (entrato in vigore il 2 maggio 1968), VI (entrato in vigore il 1º marzo 1985), VII (entrato in vigore il 1º novembre 1988), XII (entrato in vigore il 1º aprile 2005) e XIII (entrato in vigore il 1º luglio 2003) hanno aggiunto altri diritti (in particolare, il primo protegge la proprietà e decreta il diritto all'istruzione e a libere elezioni e il tredicesimo prevede l'abolizione della pena di morte in ogni circostanza).
Il Protocollo XIV, firmato il 13 maggio 2004, consente a organizzazioni internazionali come l'Unione europea di divenire parte della Convenzione. L'Unione Europea, che in quel momento non aveva la competenza a stipulare l'accessione alla CEDU, ha acquistato tale possibilità ai sensi dell'art. 6 comma 2 del Trattato di Lisbona, entrato in vigore il 1º dicembre 2009.
Il Protocollo XV, adottato il 24 giugno 2013, entrato in vigore il 1º agosto 2021, concerne la riduzione del termine per investire la corte EDU, che passa da 6 a 4 mesi.
Il 1º agosto 2018 è invece entrato in vigore il Protocollo XVI, che tra l'altro prevede per la Corte la possibilità di emanare a richiesta pareri non vincolanti.

## Carattere sussidiario rispetto alle giurisdizioni nazionali
Il sindacato, che la Corte europea dei diritti dell'uomo esercita in rito ai sensi dell'art. 35 della Convenzione, "si fonda sull'ipotesi, oggetto dell'articolo 13 della Convenzione, che l'ordine giuridico interno offra un ricorso effettivo quanto alla violazione lamentata, in guisa che il meccanismo instaurato dalla Convenzione continui a rivestire un carattere sussidiario in rapporto ai sistemi nazionali di garanzia dei diritti dell'uomo. Tuttavia, le disposizioni dell'articolo 35 della Convenzione prescrivono che i ricorsi interni siano inerenti alle violazioni lamentate, che siano disponibili e che siano adeguati: essi devono rivestire un grado sufficiente di certezza non soltanto in teoria ma anche in pratica, perché in caso contrario mancherebbero dell'effettività e dell'accessibilità necessarie. In particolare, la Corte non ha ritenuto esigibile il rispetto della regola del previo esaurimento dei ricorsi interni quando s'è dimostrato che l'esercizio di un ricorso era manifestamente sprovvisto di chances di successo".
La Corte costituzionale italiana conferma che la natura della Convenzione e del sistema di garanzie da essa approntato è volta "a garantire una soglia minima di tutela comune, in funzione sussidiaria rispetto alle garanzie assicurate dalle Costituzioni nazionali". La conseguenza in termini di diritto penale è che «ciò che per la giurisprudenza europea ha natura “penale” deve essere assistito dalle garanzie che la stessa ha elaborato per la “materia penale”; mentre solo ciò che è penale per l'ordinamento nazionale beneficia degli ulteriori presídi rinvenibili nella legislazione interna».

## Influenza sulle legislazioni nazionali
Il Regno Unito, che ha contribuito alla stesura del testo della Convenzione ed è stato il primo paese a ratificarla, ha incorporato nell'ordinamento interno diversi articoli della stessa nel 1998 (con la legge denominata Human Rights Act).
In Italia la legge 24 marzo 2001, n. 89 pubblicata nella Gazzetta Ufficiale della Repubblica Italiana - Serie Generale n. 78 del 3 aprile 2001 ed entrata in vigore il 18 aprile 2001 (cosiddetta Legge Pinto) ha introdotto il diritto a una "equa riparazione" per chi abbia visto violata la ragionevole durata del processo, così come sancito dall'art. 6 della CEDU.
La sentenza n. 11984 del 2010, emessa dal Tribunale amministrativo regionale del Lazio, ha per la prima volta invocato l'effetto del Trattato di Lisbona per affermare l'effetto diretto della CEDU nell'ordinamento italiano.
La Carta Costituzionale Europea e la Costituzione Italiana hanno riconosciuto il diritto di difesa anche prevedendo la possibilità di garantire l'assistenza di un difensore a chi non ha i mezzi per sostenerne il costo.
La CEDU ha portato nel marzo del 2015, in forza della legge 11 agosto 2014, n. 117 del Governo Renzi, al rilascio anticipato, con risarcimento, di un carcerato in Firenze che aveva subito 880 giorni di detenzione inumana e degradante, aprendo la strada per ottenere giustizia ai carcerati in condizioni inumane in Italia.

## Diritto a un equo processo
Il diritto a un equo processo è sancito dall'art. 6 della CEDU.
Nel comma uno riconosce ad ogni persona il diritto a vedere la sua causa esaminata e decisa entro un lasso di tempo ragionevole, come componente del diritto ad un "equo processo" . In applicazione di detto diritto, la Corte di Strasburgo ha stabilito anche il principio del ne bis in idem (sentenza Zolotoukhine del 10 febbraio 2009 e sentenza Grande Stevens e altri del 4 marzo 2014).  All’origine di questa seconda causa vi sono stati cinque ricorsi (nn. 18640/10, 18647/10, 18663/10, 18668/10 e 18698/10) proposti contro la Repubblica italiana con i quali tre cittadini e due società di tale Stato, i sigg. Franzo Grande Stevens, Gianluigi Gabetti e Virgilio Marrone, nonché Exor S.p.a. e Giovanni Agnelli & C. S.a.s. («i ricorrenti»), hanno adito la Corte il 27 marzo 2010.  I ricorrenti vennero rappresentati dagli Avv. Aldo e Giuseppe Bozzi, dei fori rispettivamente di Milano e Roma. Il sig. Grande Stevens è stato rappresentato anche dall’Avv. Natalino Irti, del foro di Roma.
L'accesso ad un giudice è garantito quando dà avvio ad un procedimento che si conclude in tempi ragionevoli.
Il comma due sancisce che ogni persona accusata di un reato è presunta innocente fino a quando la sua colpevolezza non sia stata legalmente accertata.
Il comma tre indica i diritti per ogni accusato, in particolare:
- essere informato dell'accusa formulata a suo carico
- disporre di tempo e facilitazioni necessarie a preparare una difesa
- difendersi personalmente o avere l'assistenza di un difensore a sua scelta e, se non ha i mezzi per retribuirlo, averne uno assegnato gratuitamente d'ufficio.
- esaminare o far esaminare i testimoni a carico
- farsi assistere gratuitamente da un interprete

## Diritto al rispetto della vita privata e familiare
Il diritto al rispetto della vita privata e familiare è sancito dall'art. 8 della CEDU.
Il primo comma afferma che ogni persona ha diritto al rispetto della propria vita privata e familiare, del proprio domicilio e della propria corrispondenza.
Il secondo comma afferma che non può esserci ingerenza di un'autorità pubblica nell'esercizio di tale diritto, a meno che non sia prevista dalla legge e costituisca una misura necessaria alla sicurezza nazionale, alla pubblica sicurezza, al benessere economico del paese, alla difesa dell'ordine e alla prevenzione dei reati, alla protezione della salute o della morale, o alla protezione dei diritti e delle libertà altrui.

## Riferimenti normativi
- Legge 15 ottobre 2008, n. 179 - Ratifica ed esecuzione del Protocollo n. 13 della Convenzione per la salvaguardia dei diritti dell'uomo e delle libertà fondamentali, relativo all'abolizione della pena di morte in qualsiasi circostanza, fatto a Vilnius il 3 maggio 2002 (Protocollo n. 13).
- Legge 15 gennaio 2021, n. 11 - Ratifica ed esecuzione del Protocollo n. 15 recante emendamento alla Convenzione per la salvaguardia dei diritti dell'uomo e delle libertà fondamentali, fatto a Strasburgo il 24 giugno 2013.